# Stade Babemba Traoré
Stade Babemba Traoré - stadion w miejscowości Sikasso w Mali o pojemności 15 tys. widzów. Otwarty w styczniu 2002 w związku z Pucharem Narodów Afryki 2002. Na stadionie rozgrywa mecze zespół Stade Malien de Sikasso. Nazwa stadionu pochodzi od nazwiska Babemba Traoré, dziewiętnastowiecznego przywódcy Imperium Kenedugu i bohatera narodowego Mali.